# ادوارد ابی
ادوارد ابی (انگلیسی: Edward Abbey؛ ۲۹ ژانویهٔ ۱۹۲۷ – ۱۴ مارس ۱۹۸۹) پدیدآور، رمان‌نویس و فیلسوف اهل ایالات متحده آمریکا بود.